# Sophisticated Lady
Sophisticated Lady ist ein 1932 entstandener Jazzstandard von Duke Ellington (Melodie) sowie dessen Verlegern Irving Mills und Mitchell Parish (Text).

## Aufbau des Songs und Inhalt
Das Stück wurde 1932 als Instrumentaltitel komponiert. Als Autor der Melodie gilt seit der Veröffentlichung des Songs Duke Ellington, während nach dem Ellington-Biographen Stuart Nicholson die ursprüngliche Autorennennung auf Ellington, Otto Hardwick, Lawrence Brown und Mills lautete. Nach Angaben von Lawrence Brown stammen die ersten Takte von ihm und der Mittelteil von Hardwick. Das durchweg in einer Dur-Tonart gehaltene Stück ist in der klassischen Songform AABA gehalten. Im A-Teil gibt es zunächst eine arpeggierende Aufwärts- und dann eine chromatische Abwärtsbewegung, während die Melodie im B-Teil Tonsprünge von der Terz bis zur Septime in beiden Richtungen macht. Die Komposition enthält bereits einige  Harmoniewendungen, die vom konventionellen Schema abweichen und insofern Aspekte des Modern Jazz vorausnehmen; Alec Wilder erschienen sie noch als „Hexerei“
Erst anschließend wurde von Mitchell Parish ein Text hinzugefügt. Dort wird die traurige Geschichte einer wohlhabenden, rauchenden, trinkenden und nicht an das Morgen denkenden Frau erzählt, die nach langen Jahren immer noch ihre Liebe betrauert und weint, wenn niemand in der Nähe ist. Nach der Ansicht Ellingtons war der Text wunderbar, auch wenn er nicht zu seiner ursprünglichen Idee passte, da ihn die Komposition eher an die Erfahrenheit seiner Schullehrerinnen erinnerte. Doch der Text korrespondierte mit der Melodie auch im Detail: Wenn im Text das Rauchen, Trinken und Tanzen angesprochen wird, ist beispielsweise in der Melodie ein scheinbarer Walzer zu hören.

## Wirkungsgeschichte
Das Stück wurde zunächst in der ersten, durch das Duke Ellington Orchestra 1933 eingespielten Fassung bekannt: Lawrence Brown (Posaune) stellte die Melodie in den beiden A-Teilen vor. Otto Hardwick (Altsaxophon) spielt am Ende des Songs noch einmal den A-Teil. Das Stück enthielt in dieser rein instrumentalen Aufnahme Soli von Hardwick, Barney Bigard (Klarinette), Brown und dem Bandleader Ellington am Piano, der „mit einer neutönerischen Einleitung“ und einer „virtuosen Variation“ des B-Teils „verblüfft“. Ellingtons Einspielung kam am 27. Mai 1933 in die Charts und blieb dort sechzehn Wochen (sie erreichte Platz drei der Hitparade).
Weitere Aufnahmen, die in die Charts gelangten, waren:
- Glen Gray and His Orchestra (1933, Glen Gray, #4)
- Don Redman and His Orchestra (1933, #19)
- Billy Eckstine (1948, #23)

Weitere Orchesterfassungen stammen von Jimmie Lunceford, Glenn Miller, Boyd Raeburn und Stan Kenton. Das Stück, das auch später im Repertoire der Ellington-Band blieb (auch von ihm noch mehrere Male aufgenommen wurde, etwa 1940 im Duo mit Jimmy Blanton und 1956 beim Auftritt seines Orchesters auf dem Newport Jazz Festival (Ellington at Newport)). Es wurde, teilweise in Versionen mit Ellington, in den folgenden Filmen verwendet:
- Schlager-Raketen (1960)
- Paris Blues (1961)
- The Natural (1984)
- Sophisticated Lady[6] (1989)
- Ulee’s Gold (1997)
- Im Bann des Jade Skorpions (2001)

Weiterhin fand das Stück in den folgenden Broadway-Produktionen Verwendung:
- Bubbling Brown Sugar (1976, Chip Garnett, Vernon Washington)
- Sophisticated Ladies (1981, Gregory Hines)
- Stardust (1987, Michele Bautier)

In den 1950er Jahren wurde das Stück „zur modernen Schmacht-Ballade par excellence“ und auch auf den Sessions der Jazz-at-the-Philharmonic-Tourneen gerne verwendet.

## Coverversionen
Neben den bereits genannten Orchesterversionen sind laut JazzStandards die Interpretation von Earl Hines (1932), Thelonious Monk, Dexter Gordon, Billie Holiday, Sarah Vaughan und James Carter besonders zu erwähnen. Bekannt sind auch Versionen von Coleman Hawkins, Ben Webster, Ram Ramirez, Gene Ammons, Charles Mingus, Archie Shepp, Ella Fitzgerald, Rosemary Clooney, Betty Carter, Wolfgang Sauer, Al Jarreau oder  Jimmy Rowles (Plays Duke Ellington and Billy Strayhorn, 1981). Auch reine Saxophonensembles wie das World Saxophone Quartet oder die Kölner Saxophon Mafia haben sich der Komposition angenommen. 1995 hat auch die Fusionband Chicago den Standard eingespielt; Tito Puente hat es in den Salsa-Kontext gestellt. Auch das klassische Blechbläserquintett Canadian Brass hat eine Interpretation des Klassikers aufgenommen.